# المنظمة الأوروبية للمدن والأقاليم التاريخية
الجمعية الأوروبية للمدن والأقاليم التاريخية (EAHTR): هي جمعية أسسها المجلس الأوروبي بمؤتمر له في شهر تشرين الأول من عام 1999، وهي منظمة مستقلة وتتضمن اثنتا عشرة جمعية، مثل منتدى المدن التاريخية لبريطانيا العظمى الذي يقام في 11 دولة وهم: جمهورية تشيك وفنلندا وإيرلندا ومالطا وهولندا ورومانيا وروسيا وسلوفاكيا وسلوفينيا وتركيا والمملكة المتحدة، إذ تُمثل حوالي 1,000 مدينة تاريخية في القارة العجوز.
وتُعد هذه الجمعية تابعة للقانون الإنجليزي، ووفقاً لدستورها (الموجود على الموقع الرسمي): "تأسست الجمعية الأوروبية للمدن والأقاليم بتاريخ 8/نيسان/2002 تحت قانون إنجلترا وويلز كجمعية محدودة الضمان وليس لها رأس مال، رقم تسجيل الجمعية: 4411400."
ويكمن هدفها الرئيسي في تحديد وتبادل الخبرات والحفاظ العمراني والحضري وإدارة المناطق التاريخية بالتعاون الدولي، بالإضافة إلى التعاون بين المدن والبلدات والمنظمات المعنية.
وتتخذ الجمعية الأوروبية للمدن والأقاليم من مدينة نوريتش الإنجليزية مقراً لها، ويرئسها البلجيكي لويس روبي منذ عام 1999، والأمين العام البريطاني بريان سميث منذ عام 1999، ووفقاً للموقع الرسمي للجمعية؛ أُصدر التقرير السنوي الأخير عام 2006، وأُصدرت أخر نشرة إخبارية لها عام 2003، وشاركت الجمعية في العديد من مؤتمرات المجلس الأوروبي، وتُعد الإنجليزية اللغة الوحيدة المستخدمة على موقعها الرسمي.